# Ирачка републиканска гарда
Ирачка републикнска гарда је била језгро ирачке војске. Првобитна је основана као лична стража Садама Хусеина, али је проширена у велику војну јединицу. Распуштена је након ивазије Ирака 2003.
Било је око 80.000 до 100.000 војника у самој Републиканској гарди и додатних 15.000-20.000 војника у Специјалној републиканској гарди. Не рачунајући војнике СРГ, Републиканска гарда је имала 2 корпуса, који су се састојали од једне пешадијске дивизије, једне дивизије специјалних снага, две механизоване дивизије и 3 оклопне дивизије. Специјална републиканска гарда се сатојала од 4 бригаде и две команде.
Републиканска гарда је била регуларна, униформисана групација, за разлику од паравојних Садамових Федајина.
Пре инвазије Ирака 2003, Републиканска гарда је била смештена дуж реке Тигар, северно и јужно од Багдада. СРГ је била смештена дуж Тигра, јужно од престонице.
2002. је јављено да Републиканска гарда и Федајини тренирају борбу у урбаном окружењу и герилски рат. Широко је распрострањено мишљење да се бивше снаге Републиканске гарде одане Садаму Хусеину још увек боре као герилски побуњеници након инвазије Ирака.

## Распоред
- Први (северни) корпус Републиканске гарде
  - Друга Медина оклопна дивизија
  - Пета Багдад механизована дивизија
  - Седма Аднан пешадијска дивизија
- Други (јужни) корпус Републиканске гарде
- Ал Нида оклопна дивизија
- Шеста Небучаднезер механизована дивизија
- Прва Хамураби оклопна дивизија
- Ал Саква дивизија специјалних снага
  - Бригада специјалних снага
  - Падобранска бригада
  - Морнаричка бригада
  - Разне командоске јединице
- Специјална републиканска гарда
  - Прва бригада (Обезбеђење)
  - Друга бригада (Борба)
  - Трећа бригада (Борба)
  - Четврта бригада (оклпопна)
  - Команда ваздушне одбране (два пука, три батерије)
  - Тенковска команда (два пука)

2. априла 2003, амерички бригадни генерал Винсент Брукс је изјавио да је дивизија Багдад Ирачке републиканске гарде ”уништена”. Ирачки министар информисања Мохамед Саед ал-Сахаф је одговорио да је то још једна америчка ”лаж”.